# Certhia
A Certhia a madarak osztályának verébalakúak (Passeriformes) rendjébe és a fakuszfélék (Certhiidae) családba tartozó nem.

## Rendszerezésük
A nemet Carl von Linné írta le 1758-ban, jelenleg az alábbi 9 faj tartozik ide:
- hegyi fakusz (Certhia familiaris)
- Certhia hodgsoni
- rövidkarmú fakusz (Certhia brachydactyla)
- amerikai fakusz (Certhia americana)
- nepáli fakusz (Certhia nipalensis)
- szecsuani fakusz (Certhia tianquanensis)
- himalájai fakusz (Certhia himalayana)
- barnatorkú fakusz (Certhia discolor)
- Certhia manipurensis

## Előfordulásuk
Európa, Ázsia és Észak-Amerika területén honosak. A természetes élőhelyük erdők és cserjések. Vonuló, magassági vonuló és állandó fajok is tartoznak ide.

## Megjelenésük
Testhosszuk 11-14 centiméter közötti. Vékony, lefelé hajló csőrük van. Hátuk halványan pöttyözött, torkuk és hasuk piszkosfehér.

## Életmódja
Ízeltlábúakkal táplálkoznak, melyeket fákon keresgél.